# Perystom (grzyby)

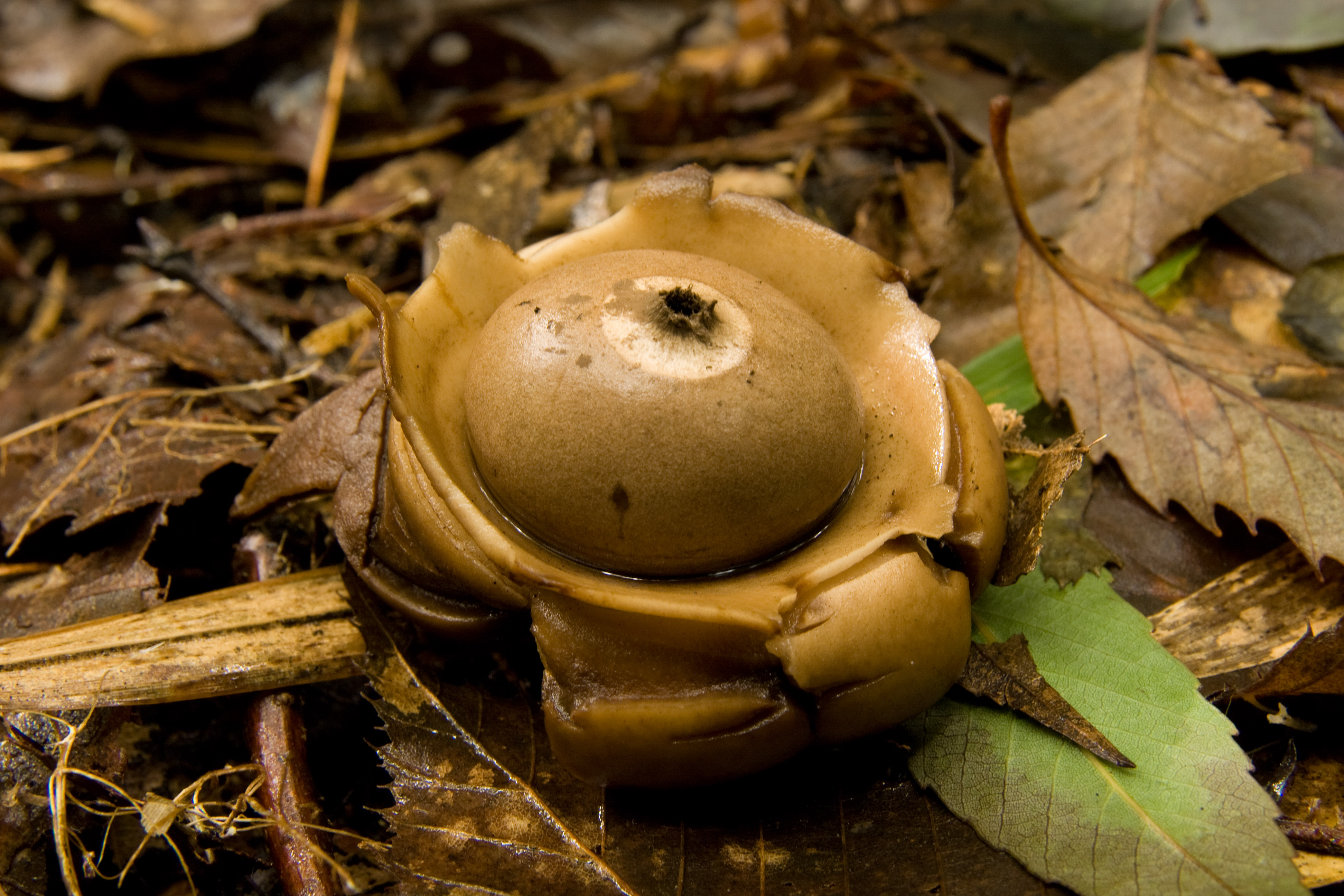
Perystom u gwiazdosza potrójnego

Perystom (łac. peristomium) – brzeg kolistego otworu (ostioli) w owocnikach niektórych grzybów. Występuje np. u przedstawicieli rodzaju Geastrum (gwiazdosz). Perystom może być włóknisto-frędzlowaty lub karbowano-grzebieniasty, może być płaski, lub wzniesiony ponad pozostałą część perydium. Czasami znajduje się wokół niego tzw. talerzyk. Jest to różniąca się od pozostałej części endoperydium strefa, czasami dodatkowo odgraniczona wałeczkiem. Cechy budowy perystomu, talerzyka i wałeczka mają znaczenie przy oznaczaniu gatunków gwiazdoszy.
Młode owocniki gwiazdoszy są zamknięte (należą do grupy tzw. wnętrzniaków). Dopiero po dojrzeniu zarodników (lub w trakcie ich dojrzewania) pękają obydwie osłony perydium, Zewnętrzna osłona (egzoperydium) pęka promieniście na kilka odchylających się na boki płatów, zaś osłona wewnętrzna tylko na szczycie perystomem. Przez powstały otwór wydostają się zarodniki.